# Anacleto
Anacleto o Anencleto (en latín: Anacletus), también conocido como Cleto o san Anacleto, fue obispo de Roma, el segundo sucesor de san Pedro en la iglesia de Roma, por lo cual la Iglesia católica lo considera su tercer papa. Su pontificado se sitúa entre los años 76 y 80, mientras que su final se sitúa entre el 88 y 92.

## Cleto o Anacleto
Por muchos años, se creía que Cleto era una persona y otra Anacleto (que incluso habría sido papa después de Clemente, con lo cual se tendría una sucesión del tipo: Lino, Cleto, Clemente, Anacleto), esto basados en algunos textos, como el Martyrologium Hieronymianum o el Liber Pontificalis.
Por ello, antes de la reforma litúrgica de 1960, la liturgia romana celebraba la memoria de dos papas: Anacleto el 13 de julio y Cleto el 26 de abril. 
No obstante, el texto más antiguo en el que aparecen ambos nombres como si fueran dos personas es el Catálogo Liberiano, de finales del siglo IV, lo que parece ser un error debido a la existencia de dos formas del mismo nombre. Por lo anterior, es más atendible el testimonio ofrecido originalmente por Ireneo de Lyon cerca del año 180, que se halla también en crónicas del siglo II al IV y que mencionan solamente como a una misma persona a Anacleto o Cleto.
Así, hoy la Iglesia católica en su catálogo de la sucesión apostólica acepta la lista y el orden seguido por San Ireneo.
El nombre de Cleto forma parte del Canon Romano o Plegaria Eucarística I, siendo esta la forma más frecuentemente usada para llamar al tercer papa. No obstante, es innegable que hay mucha confusión acerca de su nombre. También su presencia en esa lista del Canon romano probaría que murió mártir.

## Hagiografía

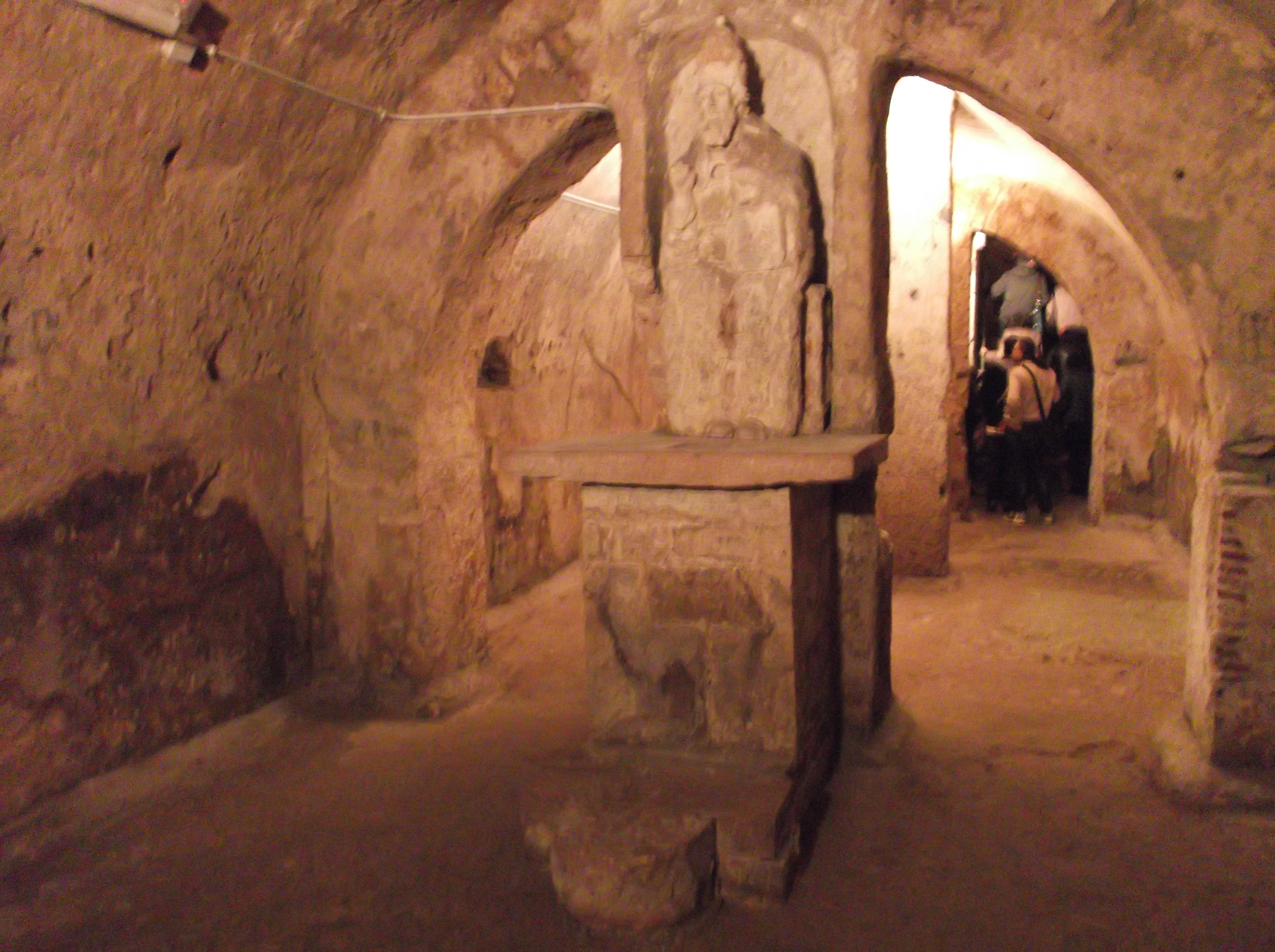
estatua de Anacleto en Ruvo di Puglia

Cleto era de una familia romana, hijo de Emiliano. Ordenó a 25 presbíteros, quienes serían el origen de 25 títulos de las iglesias de Roma; se tienen registros que fue mártir, y fue sepultado un 26 de abril, esto según el Liber Pontificalis, 
En cambio, Anacleto era de origen griego ateniense, y habría sido el responsable de mandar a construir los sepulcros para los obispos de Roma; fijó las normas para la consagración de los obispos, hizo construir un oratorio destinado a la sepultura de los mártires en el barrio Vaticano, cerca de la tumba de san Pedro, y prescribió la forma de los hábitos eclesiásticos.

## Pontificado
Anacleto conoció a Simón Pedro de quien se hizo discípulo y colaborador junto con Lino. Pedro lo bautizó y ordenó sacerdote de la Iglesia naciente. De Pedro ambos aprendieron como pastorear a sus feligreses. 
Fue designado como sucesor de Lino, porque gozaba de fama de santidad entre sus hermanos. En su pontificado, hubo paz contra los cristianos, durante el emperador Vespasiano (69 al 79) y su hijo Tito (79 al 81), sin embargo ante el arribo de Domiciano, (81 al 90) hermano del emperador anterior, comenzó la persecución contra los cristianos. Se le atribuye la construcción del santuario sepulcral llamado "Memoria", en parte de territorio que pertenecía al dominio imperial, formado por jardines y tierras sin cultivar, en lo que actualmente está el Vaticano, que era donde yacía los restos de San Pedro. Se dedicó a socorrer con limosnas a los necesitados y pastorear y alentar a los nuevos cristianos a mantenerse en la fe a través de escritos y cartas.  
La persecución por el imperio, tuvo tintes económicos. Inicialmente fue contra los bienes de los judíos, obligados a tributar al estado. Después fue contra los bienes de los cristianos y también los acusó de ateos, es decir no adorar a los Dioses del Imperio Romano, que a su vez, merecía la pena capital, pues el emperador estaba furioso por el decaimiento del culto a los dioses paganos, y vio en los cristianos la causa de ese peligro. A su vez miles de cristianos decidieron entregar su vida, antes que renunciar a la fe.
Anacleto fue arrestado y sufrió el martirio en Roma, el 26 de abril del año 90. Su cuerpo se conserva en la Iglesia de San Pedro en Roma.

## Nota
1. ↑  Las fechas del pontificado de los primeros papas es incierta, pues las fuentes muestran discrepancias en los años referentes a cuándo comenzaron o finalizaron.[1]